# Leitantrag
Ein Leitantrag ist bei Parteitagen, Vereinsversammlungen oder Generalversammlungen von Organisationen der Antrag zu einem i. d. R. bedeutenderen Sachthema, der von der Antragskommission als derjenige vorgeschlagen bzw. von der Versammlung als derjenige bestimmt wird, auf dessen Basis Änderungsanträge zu Details bzw. zum Partei- oder Organisationsprogramm gestellt werden können.

## Funktion
Häufig werden diese Leitanträge vom Vorstand, einer Fraktion oder der zuständigen Arbeitsgruppe vorgelegt. Mit dem Stellen eines Leitantrages erledigen sich oft zahlreiche Einzelanträge von Kreis- oder Ortsverbänden oder lokalen Arbeitsgruppen zur gleichen Sache. Er beschleunigt somit den Geschäftsablauf auf dem Parteitag oder der Mitgliederversammlung. Andererseits ist ein durchformulierter Leitantrag eines Vorstandes gut geeignet, kritischen Basisanträgen unauffällig einige Spitzen abzubrechen, stärkt also die Macht der Antragskommission und damit der sie personell vorbereitenden Gremien.